# Elk River Township
Die Elk River Township ist eine von 18 Townships im Clinton County im Osten des US-amerikanischen Bundesstaates Iowa.

## Geografie
Die Elk River Township liegt im Osten von Iowa am westlichen Ufer des Mississippi, der die Grenze zu Illinois bildet. Die Grenze zu Wisconsin befindet sich rund 80 km nördlich.
Die Elk River Township liegt auf 41°59′24″ nördlicher Breite und 90°13′56″ westlicher Länge und erstreckt sich über 134,34 km², die sich auf 118,81 km² Land- und 16,53 km² Wasserfläche verteilen.
Die Elk River Township liegt im äußersten Nordosten des Clinton County und grenzt im Norden an das Jackson County. Auf dem gegenüberliegenden Ostufer des Mississippi liegt das Carroll County in Illinois. Innerhalb des Clinton County grenzt die Elk River Township im Süden an die Hampshire Township, im Südwesten an die Center Township und im Westen an die Deep Creek Township.

## Verkehr
Durch die Elk River Township führt entlang des Mississippi der an dieser Stelle den Iowa-Abschnitt der Great River Road bildende U.S. Highway 67. Alle weiteren Straßen sind County Roads sowie weiter untergeordnete und zum Teil unbefestigte Fahrwege.
Durch die Elk River Township führt eine entlang des Mississippi verlaufende Eisenbahnlinie der Canadian National Railway.
Der nächstgelegene Flugplatz ist der rund 25 km südwestlich der Township gelegene Clinton Municipal Airport; der nächstgelegene größere Flughafen ist der rund 80 km südwestlich gelegene Quad City International Airport.

## Bevölkerung
Bei der Volkszählung im Jahr 2010 hatte die Township 761 Einwohner. Neben Streubesiedlung existieren in der Elk River Township folgende Siedlungen:
City
- Andover

Unincorporated Communities
- Hauntown
- Teeds Grove